# Зингер, Виктор Александрович
Ви́ктор Алекса́ндрович Зи́нгер (29 октября 1941, с. Давыдово, Рязанская область — 24 сентября 2013) — советский хоккеист (вратарь), тренер.
Окончил школу тренеров при ГЦОЛИФК в 1973.

## Биография
Выступал за команды:
- 1958—1961 — ЦСКА, но не сыграл ни одной игры за команду мастеров[5]
- 1961—1964 — СКА (Куйбышев)
- 1964—1977 — «Спартак» (Москва)

Заслуженный мастер спорта СССР (1967). Чемпион Зимних Олимпийских Игр 1968 года. Чемпион мира и Европы 1965—1969 годов. Основной вратарь сборной СССР на чемпионате мира 1969 года. На ЧМЕ и ЗОИ — 19 матчей.
Чемпион СССР 1967, 1969, 1976, второй призёр чемпионатов СССР 1965, 1966, 1968, 1970, 1973, третий призёр 1964, 1972, 1975. В чемпионатах СССР сыграл около 340 матчей.
Обладатель Кубка СССР 1971, финалист розыгрыша Кубка СССР 1967.

Зингер был именно спартаковский вратарь, то есть некоторая доля легкомыслия и раздолбайства была ему свойственна. Он мог пропустить несколько лёгких шайб в игре против «Трактора», но против ЦСКА стоял всегда героически. Он умел делать то, что превращает вратаря в героя, — спасать.
По окончании игровой карьеры работал в «Спартаке»: тренером команды мастеров, тренером в школе, тренером по занятиям с вратарями и тренером СДЮШОР-«Спартак-2».
Много выступал в ветеранских матчах по хоккею. В 2001 году избран в Международный зал еврейской спортивной славы.
Похоронен в Москве на Химкинском кладбище. Участок № 152.

## Награды
- орден «Знак Почёта» (30.05.1969)
- медаль «За трудовое отличие» (30.03.1965)